# Chalcoela aurifera
Chalcoela aurifera là một loài bướm đêm trong họ Crambidae.